# Beyond the Invisible
«Beyond the Invisible» — это песня, написанная в 1996 году проектом Enigma. Сингл стал первым релизом с альбома Le Roi Est Mort, Vive Le Roi!.
Сингл уникален тем, что не содержит ремиксов вообще, но включает трек «Light of Your Smile», который не входит ни в один из альбомов.
Во всех версиях сингла, кроме американской, присутствует инструментальная версия альбомного трека «Almost Full Moon», которая плавно переходит в основной трек, в свою очередь переходящий в инструментальную неальбомную композицию «Light of Your Smile». В Америке, в отличие от всего остального мира, не появилась 5-трековая версия сингла, по той причине, что в этой стране он был бы классифицирован как альбом, потому что содержит более 4 треков.

## Список композиций

### CD (2 трека)
- Beyond the Invisible [radio edit] (4:30)
- Almost Full Moon (3:40)

### CD (3 трека)
- Beyond the Invisible [short radio edit] (3:42)
- Beyond the Invisible [radio edit] (4:30)
- Beyond the Invisible [album version] (5:05)

### CD (4 трека)
- Beyond the Invisible [radio edit] (4:30)
- Almost Full Moon (3:42)
- Beyond the Invisible [album version] (5:05)
- Light of Your Smile [unreleased] (5:10)

## CD (5 треков)
- Beyond the Invisible [radio edit] (4:30)
- Almost Full Moon (3:42)
- Beyond the Invisible [album version] (5:05)
- Light of Your Smile [unreleased] (5:10)
- Beyond the Invisible [short radio edit] (3:42)